# SC-411
Renomeada em 2013 para SC 410 , a SC-411 é uma rodovia brasileira do estado de Santa Catarina, faz a ligação da BR-101 em Tijucas à Nova Trento, batizada de Rodovia Deputado Walter Vicente Gomes, terminando no entroncamento com a atual Rodovia SC 108, no acesso sul ao Distrito de Claraíba, perfazendo assim 34,78 km de extensão. Antes da mudança ela ainda seguiria , com o nome de Rodovia Gentil Batisti Archer,  de Nova Trento até Brusque. Por último, conectaria Brusque ao município de Gaspar, onde ela se encontra com a BR-470. Entretanto na nova classificação do Governo Estadual,  todo este trecho agora faz parte da SC 108 .
Em 30 de outubro de 1976, o então governador de Santa Catarina Antônio Carlos Konder Reis, que realizava uma administração voltada ao desenvolvimento e à modernização do Estado, cujo lema era, “governar é encurtar distâncias”, iniciou as obras de construção do trecho da rodovia SC 411, atual SC 410, entre São João Batista e Nova Trento. O trecho entre Tijucas e São João Batista, já estava quase concluído pelas empresas ENGEPLAN LTDA, e MAPE, CONSTRUTORA E COMÉRCIO LTDA.
Todo o percurso, de 34 km, entre Tijucas e Nova Trento, foi inaugurado no dia 23 de novembro de 1979, pelo governador Jorge Bornhausen. Recebeu a denominação de rodovia Valter Vicente Gomes, através da Lei 5.189, de 28 de novembro de 1975, em homenagem ao deputado estadual batistense, falecido em 1972. 
Dez anos depois, em 31 de outubro de 1986, foi a vez da rodovia SC 408, atual SC 108, entre Brusque e São João Batista, passando por Claraíba, ter as obras de pavimentação iniciadas, durante o mandato do governador Esperidião Amim, e foi construída pela Empresa AZZA, de Brusque. 
As obras nesse trecho, de 17 km, duraram quatro anos, e a rodovia foi inaugurada em dezembro de 1990, no fim do mandato do governador Cacildo Maldâner, que havia assumido o comando do estado, em fevereiro do mesmo ano, devido a morte do governador Pedro Ivo Campos. A rodovia recebeu o nome, em homenagem ao deputado neotrentino, falecido naquele ano, Gentil Batisti Arquer, através da lei 8.077, de 27 de setembro de 1990.
Já, o trecho de 10 km entre Claraíba e Nova Trento, só foi inaugurado em 1994, durante o governo de Vilson Cláinubing.
De acordo com novo plano rodoviário de Santa Catarina, o trecho entre Claraíba e Nova Trento, não é SC 108, tampouco SC 410, e até hoje, nunca recebeu denominação homenageando alguém ilustre, apenas é nominado, Acesso Estadual.
No ano de 2013, quando passou a vigorar o novo plano rodoviário estadual, aprovado pelo decreto 759, de 21 de dezembro de 2011, a rodovia SC 411, entre Tijucas e Nova Trento recebeu a nomenclatura de SC 410, enquanto que o trecho entre Brusque e São João Batista, SC 108.
O trecho da SC 108, entre São João Batista e Major Gercino, antiga SC 408, foi inaugurado em 15 de fevereiro de 2006 pelo governador do Estado, Luiz Henrique da Silveira. Na ocasião, o ex-piloto e empresário Nelson Piquet, também esteve presente e prestigiou o evento. A Lei 13.452 de 25 de julho de 2005, também denominou esse trecho de rodovia Walter Vicente Gomes.
Em 2014 a situação da rodovia era considerada crítica, com muitos acidentes, além das ocupações irregulares da faixa de dominio, tanto pelas antigas olarias que predominam na região, principalmente na região da Nova Descoberta, como pelo próprio crescimento desordenado recente às suas margens, sem nenhum tipo de fiscalização por partes dos órgãos competentes , especialmente  no centro de Canelinha, e próximo a divisa entre São João Batista e Nova trento. É considerada pelos populares como a Rodovia da Morte  , dado o elevado número de acidentes. Em toda sua extensão, não há nenhum órgão da Policia Rodoviaria Estadual e nem posto do DNIT. 
Ressalta-se também que há um bom tempo alguns governantes vem prometendo repetidas vezes que reformas irão acontecer, porém não acontecem,
mesmo com o elevado número de mortes; com relação ao tráfego , vem aumentando exponencialmente ano após ano, fazendo-se assim uma necessidade urgente de recuperações no trecho todo.

## Ligações Externas
- Mapas rodoviários do Brasil e dos estados (arquivos PDF para download)